# 定金伸治
定金 伸治（さだかね しんじ、1971年11月28日 - ）は、日本の小説家。大阪府河内長野市出身。大阪府立生野高等学校、京都大学工学部卒業。京都大学大学院工学研究科電子物性工学専攻修士課程修了。1991年『ジハード』で第1回ジャンプ小説・ノンフィクション大賞に入選しデビュー。
- オフィシャルサイトで不定期に更新される日記は、娯楽性の高いものとなっていてファンの人気が高い。
- 乙一、松原真琴と交友関係にあり。三人でトルコ旅行へ行ったこともあり、その模様を『とるこ日記』として出版している。
- 代表作は第1回ジャンプ小説・NF大賞入選作であった『ジハード』。受賞後にジャンプノベルで継続連載し、全11巻に及ぶ長編小説になる。
- プロレスをこよなく愛する。好きなレスラーは小橋建太。
- ちなみに、ウィキペディアの自分に関する項目が面白おかしく編集されていく様を、本人は楽しんでいたらしい。
- アメリカの名馬Mucho Macho Man（ムーチョマッチョマン)の馬名に感銘を受け、自ペンネームを定金ムーチョマッチョマンに変更しようと一瞬考えたらしい。
- 趣味はたきび。

## 主な作品
- ジハード（1993年3月 - 2002年8月 ジャンプ ジェイ ブックス 全11巻＋外伝1巻／2003年9月 - 2004年2月 集英社文庫 全6巻／2014年1月 - 11月 星海社文庫 全6巻）
- kishin -姫神-（2001年8月 - 2003年8月 スーパーダッシュ文庫 全5巻）
- ブラックランド・ファンタジア（2004年6月 スーパーダッシュ文庫）
- とるこ日記 ～”ダメ人間”作家トリオの脱力旅行記～（2006年3月 集英社）- 共著：乙一、松原真琴
- 制覇するフィロソフィア（2006年5月 スーパーダッシュ文庫）
- ユーフォリ・テクニカ 王立技術院物語（2006年12月 C★NOVELSファンタジア）
- タフガイのタフガイによるタフガイのための日記（2008年4月 徳間書店）
- 四方世界の王（2009年1月 - 2011年8月 講談社BOX 全6巻（未完））